# Корнаредо
Корнаредо (італ. Cornaredo) — муніципалітет в Італії, у регіоні Ломбардія,  метрополійне місто Мілан.
Корнаредо розташоване на відстані близько 490 км на північний захід від Рима, 13 км на захід від Мілана.
Населення — 20 355 осіб (2014).

## Демографія
Населення за роками:

Станом на 1 січня 2023 року в муніципалітеті офіційно проживали 1484 іноземці з 73 країн, серед них 386 громадян країн Євросоюзу та 104 громадяни України.

## Сусідні муніципалітети
- Бареджо
- Кузаго
- Преньяна-Міланезе
- Ро
- Сеттімо-Міланезе